# Orlovat

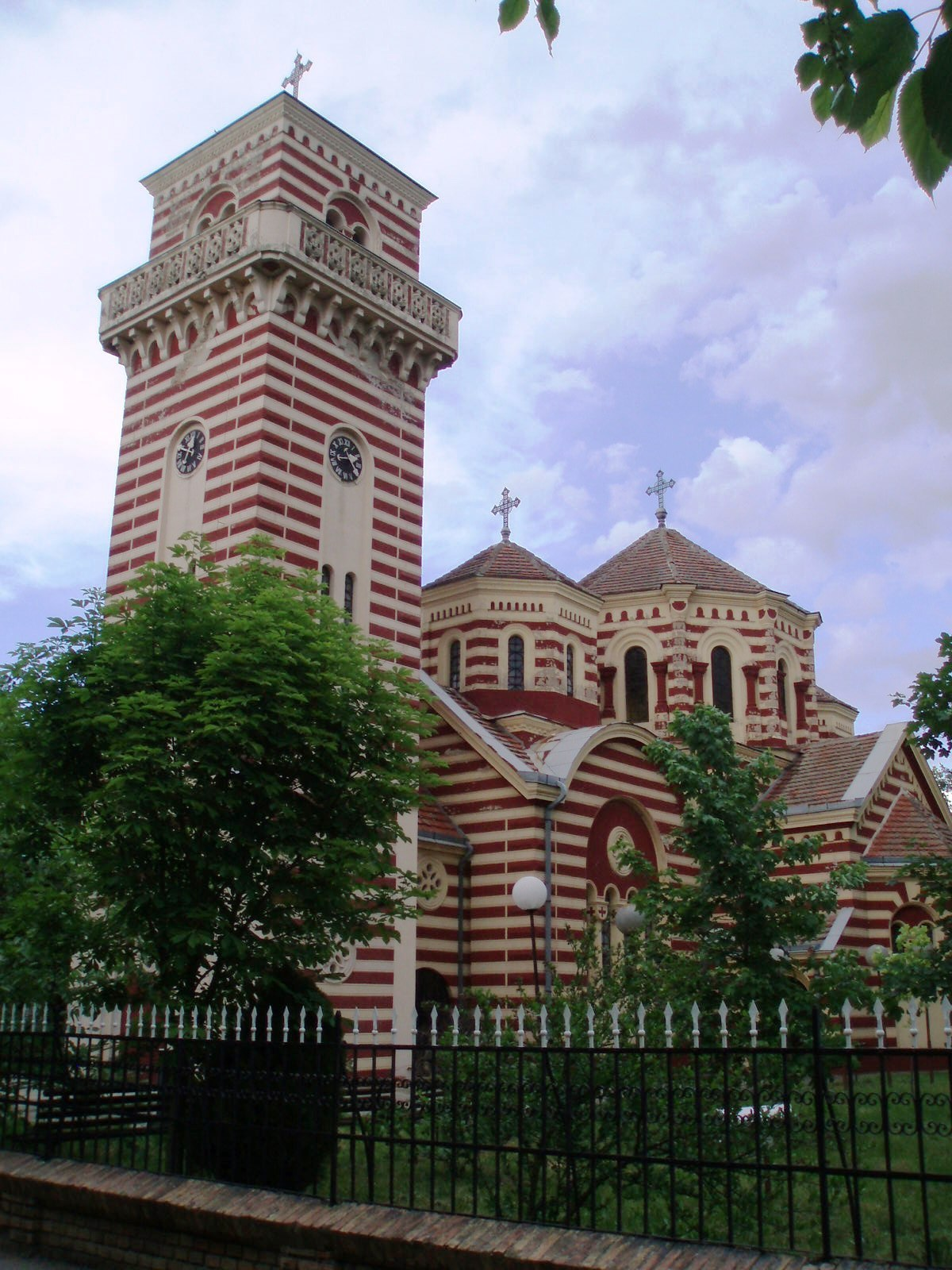
Orthodoxe Kirche in Orlovat

Orlovat (kyrillisch: Орловат, Ung. Orlód, Deu. Orlowat) ist ein Dorf in Serbien, in der autonomen Region Vojvodina. Es gehört zum Stadtbezirk Zrenjanin im Verwaltungsbezirk Srednji Banat. Im Jahr 2022 hatte es 1203 Einwohner, die meisten von ihnen serbischer Nationalität.

## Söhne und Töchter der Stadt
- Uroš Predić (1857–1953), serbischer Maler
- Duško Tošić (* 1985), serbischer Fußballspieler, wuchs in Orlovat auf